# Mr Paradise
Mr Paradise (Mr. Paradise 2004) è un romanzo noir dello scrittore statunitense Elmore Leonard, pubblicato in Italia nel 2005.
Dalla vicenda principale, che ruota intorno ad un omicidio premeditato con esiti diversi da quelli programmati, si dipanano più storie parallele che a tratti si intersecano tra loro; come d'abitudine di Elmore, storie, dentro storie, dentro altre storie ancora, piene zeppe di criminali tutti dipinti dall'autore come macchiette, idioti al limite del ridicolo, spazzatura umana proveniente da un mondo di gretti comprimari.

## Trama
(Elmore Leonard, Mr Paradise)
Kelly e Chloe sono due ragazze coetanee che dividono un loft a Detroit. Kelly lavora come modella, Chloe è una costosa escort che da alcuni anni riserva le sue attenzioni al ricco e anziano Mr Paradise, ultraottantenne, avvocato in pensione e con l'hobby delle cheerleader discinte. Montez è il factotum che, da dieci anni alle dipendenze del vecchio, si piega alle sue angherie con la prospettiva di ereditarne la villa. Quando l'uomo scopre che Mr Paradise ha invece modificato il testamento a favore della figlia e del genero, tramite le sue conoscenze nel mondo della malavita, assolda due sicari per ucciderlo. Sapendo infatti che Chloe avrebbe ereditato un sostanzioso pacchetto azionario, vuole costringerla a spartire con lui l'eredità una volta morto il vecchio ex avvocato.
Il piano però non riesce. I due sicari, assoldati da Montez per il tramite di un suo vecchio avvocato, Avern Choen, irrompono nella villa il giorno sbagliato. Invece di trovare Mr Paradise da solo, lo trovano in compagnia di Chloe mentre in topless e mascherata da cheerleader sta tifando per la squadra di college football dell'Università del Michigan nella partita videoregistrata contro l'Università di Washington del Rose Bowl Game del 1998. I due scombinati killers uccidono entrambi e si dileguano non prima di aver ricordato a Montez, presente sulla scena del delitto, i termini del pagamento. Montez, visto crollare il piano originario, progetta un disperato tentativo per far passare Kelly per Chloe e utilizzare la somiglianza tra le due ragazze per riscuotere il lascito della defunta escort. Kelly, che ha assistito all'omicidio nascosta, un po' per timore, un po' per interesse, asseconda il piano di Montez.
Il tenente Frank Delsa, della sezione omicidi del dipartimento di polizia di Detroit, scopre subito il goffo scambio di persona ordito da Montez e inizia a investigare sull'uomo per acquisire le prove del suo coinvolgimento nell'omicidio di Mr Paradise. Nonostante il piano sia fallito e la dissimulazione scoperta, Montez vuole comunque che Kelly riscuota le azioni sotto falsa identità e, messo sotto pressione dalla polizia e dai due killers, impazienti di riscuotere la parcella per l'omicidio commesso, si caccia in un vicolo cieco di bugie, piani sconclusionati e sciocchi errori di valutazione. Durante le indagini sull'omicidio di Mr Paradise e i molti incontri con la bella testimone, Frank Delsa si innamora ricambiato della modella.
Nel frattempo si dipanano altre storie parallele: un triplice omicidio di tre spacciatori trovati smembrati in una cantina, l'assassinio di una prostituta in uno squallido albergo a ore e un omicidio avvenuto per futili motivi fuori da un locale. Durante le indagini su quest'ultimo fatto criminoso, Frank Delsa conosce Jerome, giovane teppista che convincerà a lavorare per la polizia come informatore sull'omicidio dei tre spacciatori.
Durante la ricerca del sospettato della carneficina, Jerome entra in contatto con i due killers di Mr Paradise, Carl Fontana e Art Krupa, perfetti idioti ma pericolosamente violenti. Braccati dalla polizia, i due si sono rifugiati a casa del defunto Mr Paradise, dove hanno preso in ostaggio Kelly nella speranza di riuscire a ottenere comunque il denaro promesso. Montez non riuscirà a pagare i killers con le azioni della defunta Chloe, che risultano essersi recentemente svalutate fino all'infimo valore di poche migliaia di dollari. Montez viene ucciso da uno dei due sicari mentre Delsa, nel frattempo introdottosi nella casa dove Kelly era tenuta in ostaggio, viene salvato dal provvidenziale intervento di Lloyd, l'anziano ex maggiordomo di Mr Paradise che spara ai due killers ferendoli gravemente.
Frank Delsa e Kelly, nonostante i diversi stili di vita, profondamente innamorati l'uno dell'altra, decidono di provare a vivere insieme.

## Personaggi
Frank DelsaTenente della sezione omicidi del dipartimento di polizia di Detroit, vedovo, trentotto anni. Dotato di eccellente intuito e di una vasta esperienza, scopre sin dall'inizio il coinvolgimento del factotum di Mr Paradise nel suo omicidio e, durante le indagini, finirà con l'innamorarsi della stupenda Kelly, coinvolta nella vicenda.
Antony ParadiseNoto come Mr Paradise, ricco ex avvocato di ottantaquattro anni, durante un festino organizzato nel suo appartamento con la mantenuta Chloe e l'amica Kelly, viene assassinato da due sicari ingaggiati dal factotum Montez.
Kelly BarrSplendida modella di ventisette anni, con molte remore si fa convincere dall'amica a partecipare al festino con l'anziano Mr Paradise. Montez cerca di spacciarla per la defunta amica Chloe, alla quale assomiglia moltissimo, per riscuotere il lascito di Mr Paradise destinato alla sua ragazza. Si innamorerà del poliziotto Frank Delsa.
Chloe RobinetteEscort d'alto bordo, ventisettenne, ex pin-up di Playboy. Da tempo era l'accompagnatrice fissa del ricco Mr Paradise che la manteneva pagandola cinquemila dollari a settimana. Alla morte dell'anziano ex avvocato avrebbe dovuto ricevere un lascito rappresentato da un cospicuo pacchetto azionario custodito in una cassetta di sicurezza. Viene invece assassinata dai due killer assoldati dal factotum Montez.
Montez TaylorDa un decennio alle dipendenze di Mr Paradise come factotum. Trentatré anni, di colore. Avendo appreso di essere stato cancellato dal testamento dell'anziano datore di lavoro, ne progetta l'omicidio con l'idea di accaparrarsi parte dell'eredità che il vecchio avrebbe destinato alla giovane Chloe.
Lloyd WilliamsL'anziano maggiordomo nero di Mr Paradise, dal passato burrascoso, ex criminale, ha scontato in prigione un lungo periodo. Tra le figure borderline del romanzo è l'unico saggio: non si infila in situazioni impossibili, si fa bastare quello che ha e quando è costretto dagli eventi a schierarsi, prende le giuste decisioni. Tiene a memoria la lista dei criminali più stupidi da lui conosciuti.
Richard HarrisPoliziotto della polizia di Detroit, collega di Frank Delsa nella sezione omicidi.
Avern CohenAvvocato di Detroit specializzato in difese d'ufficio. Come secondo lavoro organizza omicidi su commissione, ingaggiando sicari come Carl Fontana e Art Krupa. Si crede un innovatore nel mondo della criminalità ma risulterà essere uno sciocco comprimario.
Carl FontanaUno dei due killer assoldati da Montez per assassinare Mr Paradise. Sposato con l'obesa e alcolizzata Connie. Cinquantadue anni, muratore, fisico longilineo, reduce della guerra del Vietnam dove aveva combattuto come tunnel rat.
Arthur "Art" KrupaQuarantotto anni, ex rapinatore e topo d'appartamenti, dal fisico robusto, è convinto di assomigliare a John Gotti. È fidanzato con la timida Virginia. Assoldato come sicario da Montez per eliminare il suo principale.
Jackie MichaelsSergente di polizia quarantatreenne, collega di Frank Delsa e già amica carissima della sua defunta moglie, Maureen.
Wendell RobinsonCapo della sezione omicidi della polizia di Detroit.
Jerome Juwan JacksonAlias 3-J, giovane spacciatore di marijuana ingaggiato dalla polizia di Detroit come informatore.

## Edizioni
- (EN) Elmore Leonard, Mr. Paradise, 1ª ed., William Morrow & Co, 2004, ISBN 0-06-008395-6.

- (EN) Elmore Leonard, Mr. Paradise, Penguin Books, 2004,  p. 291, ISBN 978-0-670-91298-8.

- Elmore Leonard, Mr Paradise, Stile libero Big, Einaudi, 2005,  p. 235, ISBN 88-06-17263-8.